# Janina Romanówna
Janina Romanówna (ur. 9 października 1904 we Lwowie, zm. 11 października 1991 w Warszawie) – polska aktorka teatralna, filmowa i telewizyjna, reżyser, pedagog.

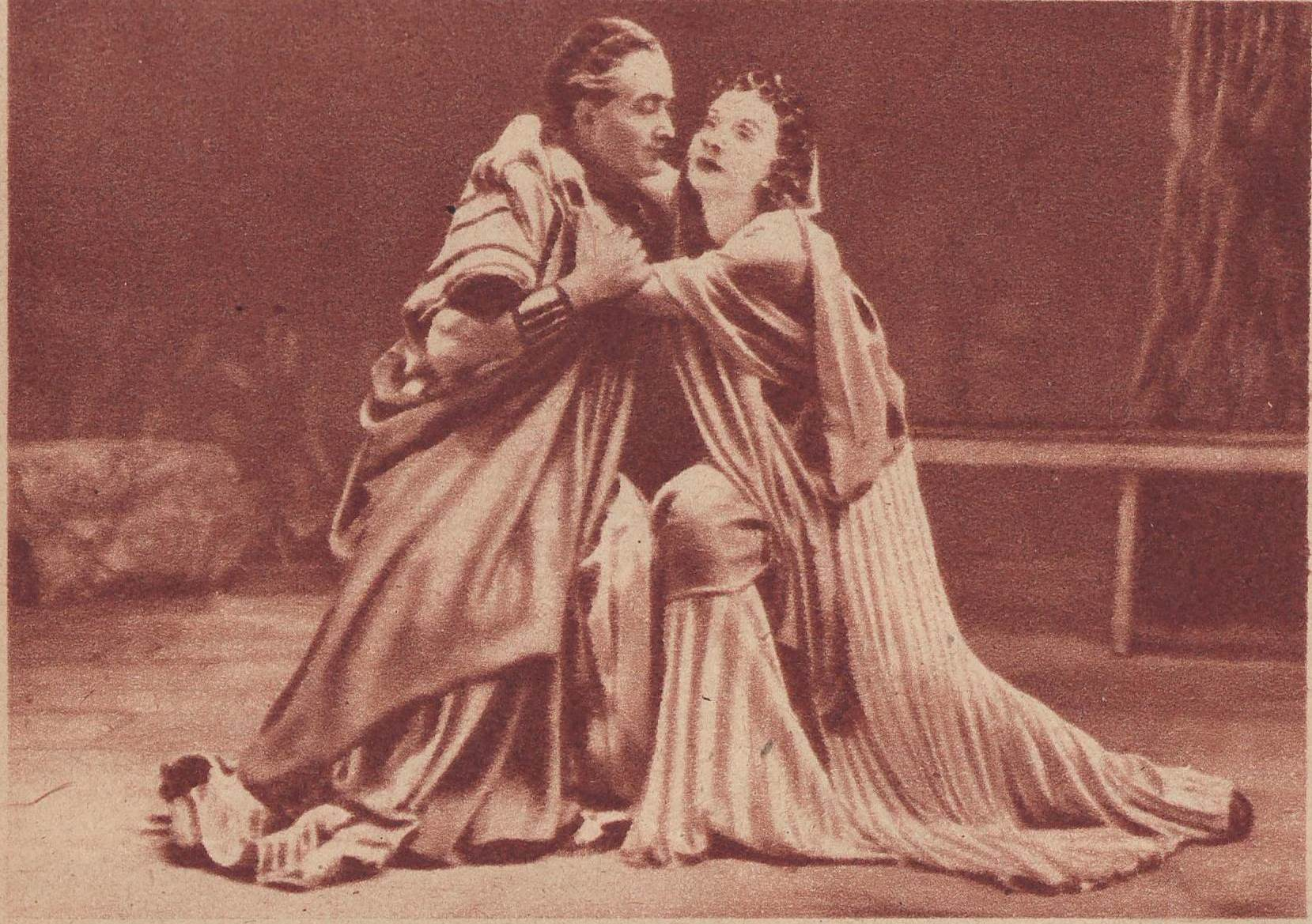
Janina Romanówna i Jan Kreczmar w sztuce „Penelopa” Ludwika Hieronima Morstina (przed 1947)

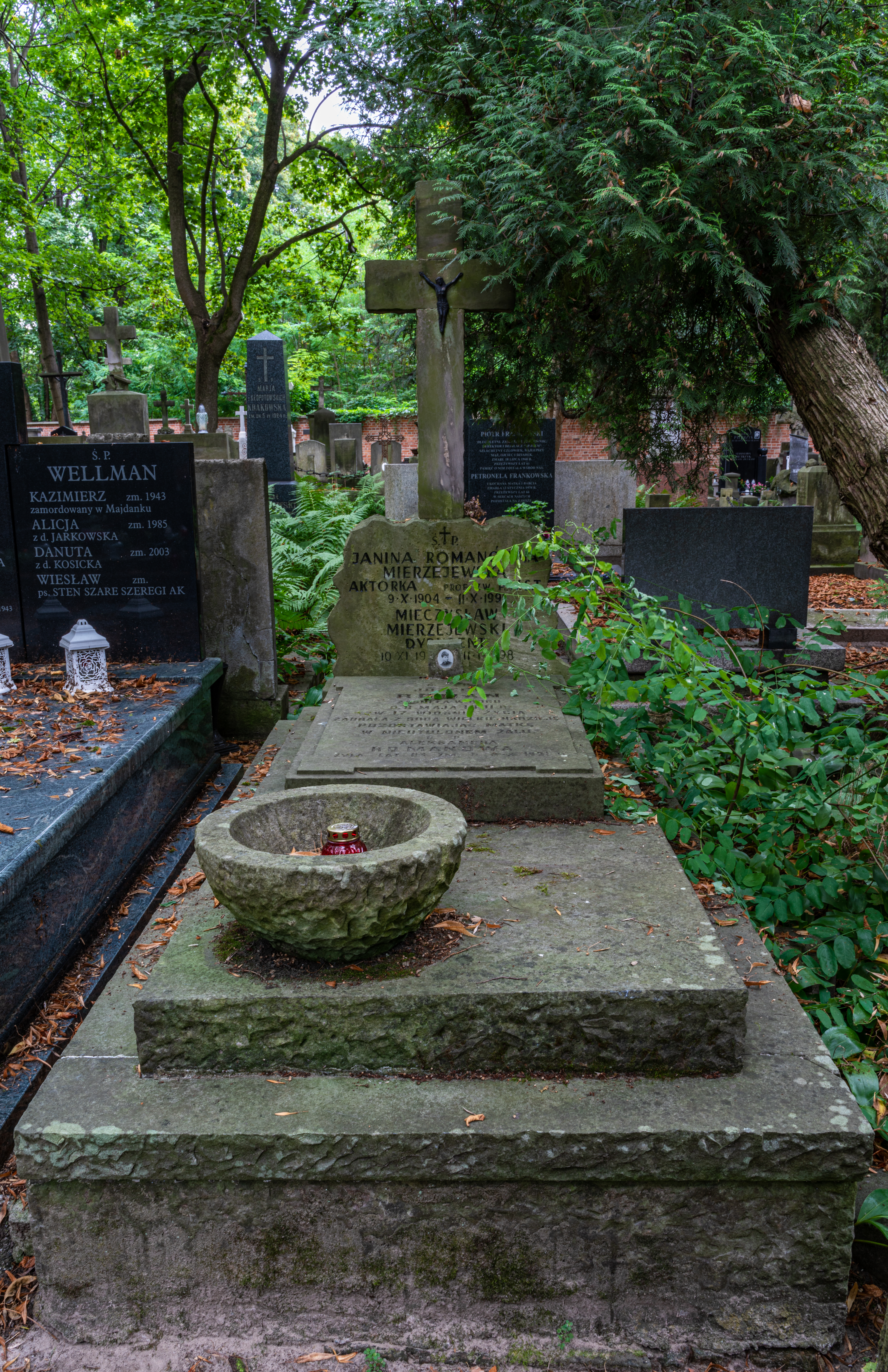
Nagrobek Janiny Romanówny na cmentarzu Powązkowskim w Warszawie

## Życiorys
Urodziła się 9 października 1904 we Lwowie, ówcześnie znajdującego się na terenie Austro-Węgier, w rodzinie Władysława Romana (1868–1905), lwowskiego aktora teatralnego, i Michaliny z Florczaków.
W teatrze debiutowała w 1921 rolą Kasztelanki w Don Juanie Tadeusza Rittnera na deskach Teatru Wielkiego we Lwowie. W latach 1921–1924 występowała na scenie lwowskich Teatrów Miejskich. W 1924 została zaangażowana przez Juliusza Osterwę do Teatru Narodowego w Warszawie. W 1925 zadebiutowała w filmie Iwonka. Do wybuchu wojny występowała na scenach warszawskich: Teatru im. Wojciecha Bogusławskiego (1925–1926) i Teatru Polskiego (1926–1939).
W czasie okupacji była kelnerką w warszawskich kawiarniach, uczestniczyła w konspiracyjnym życiu artystycznym.
W 1945 została zaangażowana do Teatru Wojska Polskiego w Łodzi. W 1946 wróciła do zespołu Teatru Polskiego w Warszawie, gdzie pozostała aż do przejścia na emeryturę w 1973. Sporadycznie reżyserowała sztuki teatralne, m.in. Szalony dzień, czyli wesele Figara Pierre’a Beaumarchais’go (1955) i Głupi Jakub Tadeusza Rittnera (1959) w Teatrze Polskim w Warszawie oraz Spazmy modne Wojciecha Bogusławskiego (1966).
Była cenionym i zasłużonym pedagogiem Państwowej Wyższej Szkoły Teatralnej w Warszawie. W 1955 otrzymała tytuł naukowy profesora zwyczajnego. Była zasłużoną działaczką ZASP-u (SPATiF-u); w latach 1959–1961 wiceprezes Stowarzyszenia.
Występowała również w Teatrze Telewizji, m.in. w spektaklach: Mąż i żona Aleksandra Fredry w reż. Bohdana Korzeniewskiego jako Elwira (1955), Wesele Stanisława Wyspiańskiego w reż. Adama Hanuszkiewicza jako Radczyni (1963), Non stop Macieja Zenona Bordowicza w reż. Augusta Kowalczyka jako Antosia (1970) oraz w przedstawieniu Żywy trup Lwa Tołstoja w reż. Andrzeja Łapickiego jako Anna Karenina (1970).
Była żoną kompozytora i dyrygenta Mieczysława Mierzejewskiego.
Zmarła w Warszawie, pochowana została na cmentarzu Powązkowskim (kwatera 183-6-18).

## Filmografia
- Iwonka (1925)
- Kropka nad i (1928)
- Mocny człowiek (1929) – Nastka Żegota
- Głos serca (1931) – Wanda Kalina
- Pałac na kółkach (1932)
- Księżna Łowicka (1932)
- Małżeństwo z rozsądku (1966) – ciocia Edzia, była właścicielka ziemska
- Lalka (1968) – hrabina Joanna Karolowa, siostra Łęckiego

## Ordery i odznaczenia
- Order Sztandaru Pracy I klasy (1959)
- Krzyż Oficerski Orderu Odrodzenia Polski (16 lipca 1954)[4]
- Krzyż Kawalerski Orderu Odrodzenia Polski (22 lipca 1952)[5]
- Złoty Krzyż Zasługi (dwukrotnie: 1938, 13 listopada 1953[6])
- Medal 10-lecia Polski Ludowej (19 stycznia 1955)[7]
- Odznaka 1000-lecia Państwa Polskiego (1967)[8]
- Odznaka tytułu honorowego „Zasłużony dla Kultury Narodowej” (1988)
- Odznaka „Zasłużony Działacz Kultury” (1976)
- Odznaka tytułu honorowego „Zasłużony Nauczyciel PRL” (1973)
- Odznaka "Zasłużony dla Teatru Polskiego" (1976)[9]

## Nagrody i wyróżnienia
- Nagroda Państwowa II stopnia za działalność artystyczną w minionym 10-leciu (1955)[10]
- Nagroda Ministra Kultury i Sztuki I stopnia za całokształt pracy aktorskiej oraz pedagogicznej (1969)
- Nagroda Państwowa I stopnia (1974)
- Złoty Wawrzyn Grzymały (1990)